# Peter Zimmermann (Schriftsteller)
Peter Zimmermann (* 1961 in Villach, Kärnten/Österreich) ist ein österreichischer Schriftsteller und Journalist.

## Leben
Peter Zimmermann studierte Theaterwissenschaft und Germanistik an der Universität Wien. Er arbeitete an verschiedenen Wiener Bühnen, u. a. am Burgtheater, am Theater in der Josefstadt und am Theater der Jugend. Seit 1988 schreibt er für verschiedene Zeitungen und seit 1989 ist er als Kulturredakteur und Moderator mehrerer Sendereihen beim ORF tätig. Zimmermanns Romane kreisen um obskure Kriminalfälle und thematisieren meist die Abgründe der menschlichen Psyche. Zimmermann lebt und arbeitet in Wien.

## Werke
- mit Sabine Schaschl: Skandal: Kunst. Springer Verlag, 2000.
- Die Nacht hinter den Wäldern. Roman. Deuticke Verlag, 2000.
- Last Exit Odessa. Roman. Deuticke Verlag, 2002.
- Das tote Haus. Roman. Kato Verlag, 2006.
- Schule des Scheiterns. Texte. Czernin Verlag, 2008.
- Stille. Roman. Secession Verlag, 2013.
- Aus dem Leben der infamen Menschen. Roman. Milena-Verlag, 2016.
- Der Himmel ist ein sehr großer Mann. Roman. Milena-Verlag, 2019.

## Auszeichnungen
- 2025: Österreichischer Staatspreis für Literaturkritik[1][2]